# Tugéras-Saint-Maurice
Tugéras-Saint-Maurice est une commune du Sud-Ouest de la France située dans le département de la Charente-Maritime, en région Nouvelle-Aquitaine.
Ses habitants sont appelés les Tugerassiens et les Tugerassiennes.

## Géographie

### Communes limitrophes
| Villexavier | Fontaines-d'Ozillac   |            |
| Rouffignac  | Tugéras-Saint-Maurice | Chaunac    |
| Chartuzac   | Coux                  | Expiremont |

### Hydrographie
La commune est traversée par le ruisseau la Laurençanne qui se jette dans la Seugne, elle-même alimentant la Charente.

## Urbanisme

### Typologie
Au 1er janvier 2024, Tugéras-Saint-Maurice est catégorisée commune rurale à habitat très dispersé, selon la nouvelle grille communale de densité à 7 niveaux définie par l'Insee en 2022.
Elle est située hors unité urbaine. Par ailleurs la commune fait partie de l'aire d'attraction de Jonzac, dont elle est une commune de la couronne,. Cette aire, qui regroupe 35 communes, est catégorisée dans les aires de moins de 50 000 habitants,.

### Occupation des sols
L'occupation des sols de la commune, telle qu'elle ressort de la base de données européenne d’occupation biophysique des sols Corine Land Cover (CLC), est marquée par l'importance des territoires agricoles (88,6 % en 2018), en diminution par rapport à 1990 (90,9 %). La répartition détaillée en 2018 est la suivante : 
terres arables (67,7 %), zones agricoles hétérogènes (17,9 %), forêts (9,1 %), cultures permanentes (3,1 %), zones urbanisées (2,2 %). L'évolution de l’occupation des sols de la commune et de ses infrastructures peut être observée sur les différentes représentations cartographiques du territoire : la carte de Cassini (XVIIIe siècle), la carte d'état-major (1820-1866) et les cartes ou photos aériennes de l'IGN pour la période actuelle (1950 à aujourd'hui).

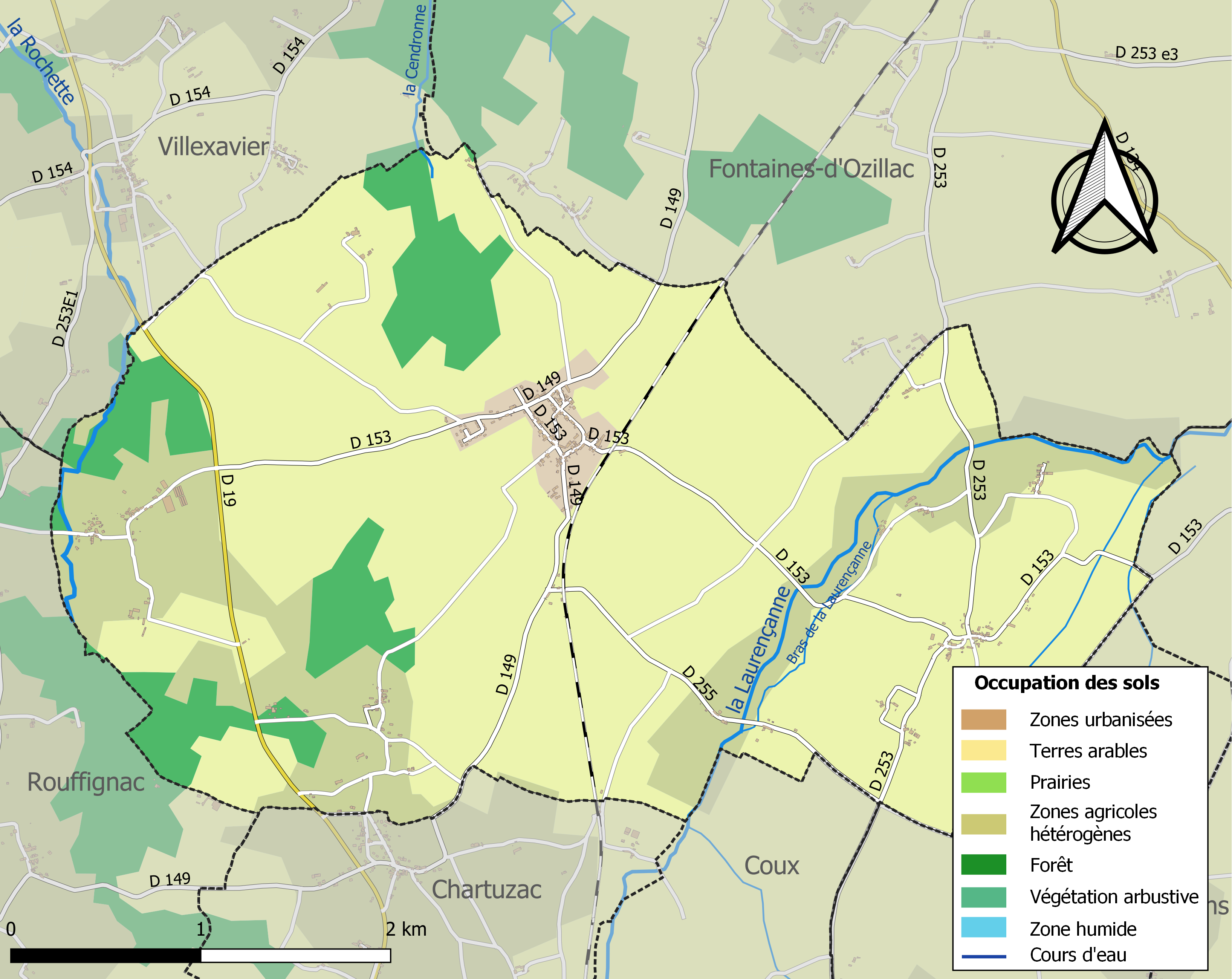
Carte des infrastructures et de l'occupation des sols de la commune en 2018 (CLC).

### Risques majeurs
Le territoire de la commune de Tugéras-Saint-Maurice est vulnérable à différents aléas naturels : météorologiques (tempête, orage, neige, grand froid, canicule ou sécheresse), inondations, mouvements de terrains et séisme (sismicité faible). Il est également exposé à un risque technologique,  le transport de matières dangereuses. Un site publié par le BRGM permet d'évaluer simplement et rapidement les risques d'un bien localisé soit par son adresse soit par le numéro de sa parcelle.

#### Risques naturels
Certaines parties du territoire communal sont susceptibles d’être affectées par le risque d’inondation par débordement de cours d'eau, notamment la Laurençanne et la Rochette. La commune a été reconnue en état de catastrophe naturelle au titre des dommages causés par les inondations et coulées de boue survenues en 1982, 1993, 1999 et 2010,.

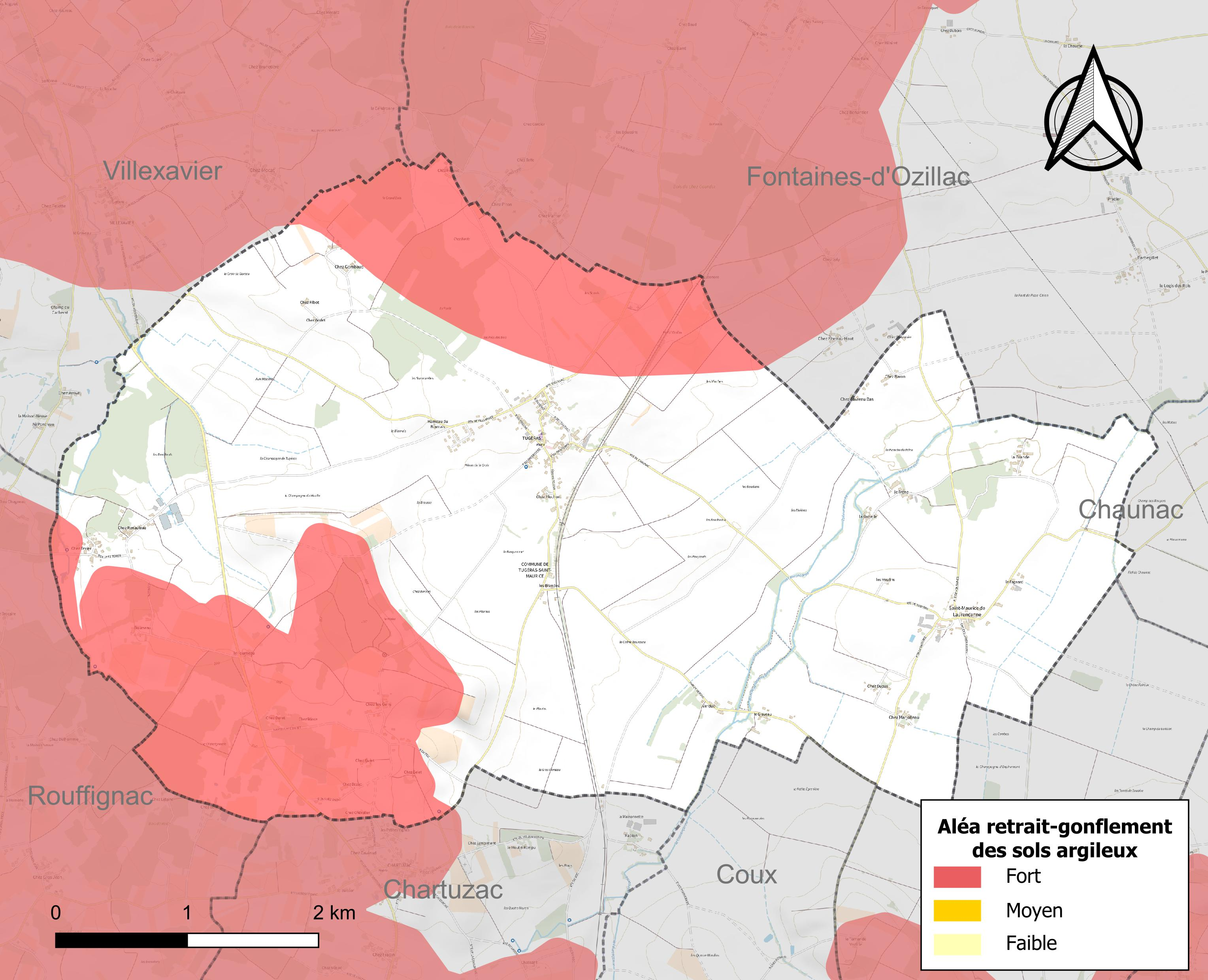
Carte des zones d'aléa retrait-gonflement des sols argileux de Tugéras-Saint-Maurice.

Les mouvements de terrains susceptibles de se produire sur la commune sont des tassements différentiels.
Le retrait-gonflement des sols argileux est susceptible d'engendrer des dommages importants aux bâtiments en cas d’alternance de périodes de sécheresse et de pluie. 24,9 % de la superficie communale est en aléa moyen ou fort (54,2 % au niveau départemental et 48,5 % au niveau national). Sur les 216 bâtiments dénombrés sur la commune en 2019,  31 sont en aléa moyen ou fort, soit 14 %, à comparer aux 57 % au niveau départemental et 54 % au niveau national. Une cartographie de l'exposition du territoire national au retrait gonflement des sols argileux est disponible sur le site du BRGM,.
Par ailleurs, afin de mieux appréhender le risque d’affaissement de terrain, l'inventaire national des cavités souterraines permet de localiser celles situées sur la commune.
Concernant les mouvements de terrains, la commune a été reconnue en état de catastrophe naturelle au titre des dommages causés par la sécheresse en 2005 et par des mouvements de terrain en 1999 et 2010.

#### Risques technologiques
Le risque de transport de matières dangereuses sur la commune est lié à sa traversée par une ou des infrastructures routières ou ferroviaires importantes ou la présence d'une canalisation de transport d'hydrocarbures. Un accident se produisant sur de telles infrastructures est susceptible d’avoir des effets graves sur les biens, les personnes ou l'environnement, selon la nature du matériau transporté. Des dispositions d’urbanisme peuvent être préconisées en conséquence.

## Toponymie
Le nom de Saint-Maurice-de-Laurençanne fait référence à saint Maurice, à qui la paroisse avait été dédiée.

## Histoire
Le 31 décembre 1974 la commune de Tugéras fusionne avec celle  de Saint-Maurice-de-Laurençanne. La nouvelle commune ainsi créée prend le nom de Tugéras-Saint-Maurice. L'opération est officialisée par une parution au Journal officiel le 24 janvier 1975.

## Politique et administration

### Liste des maires

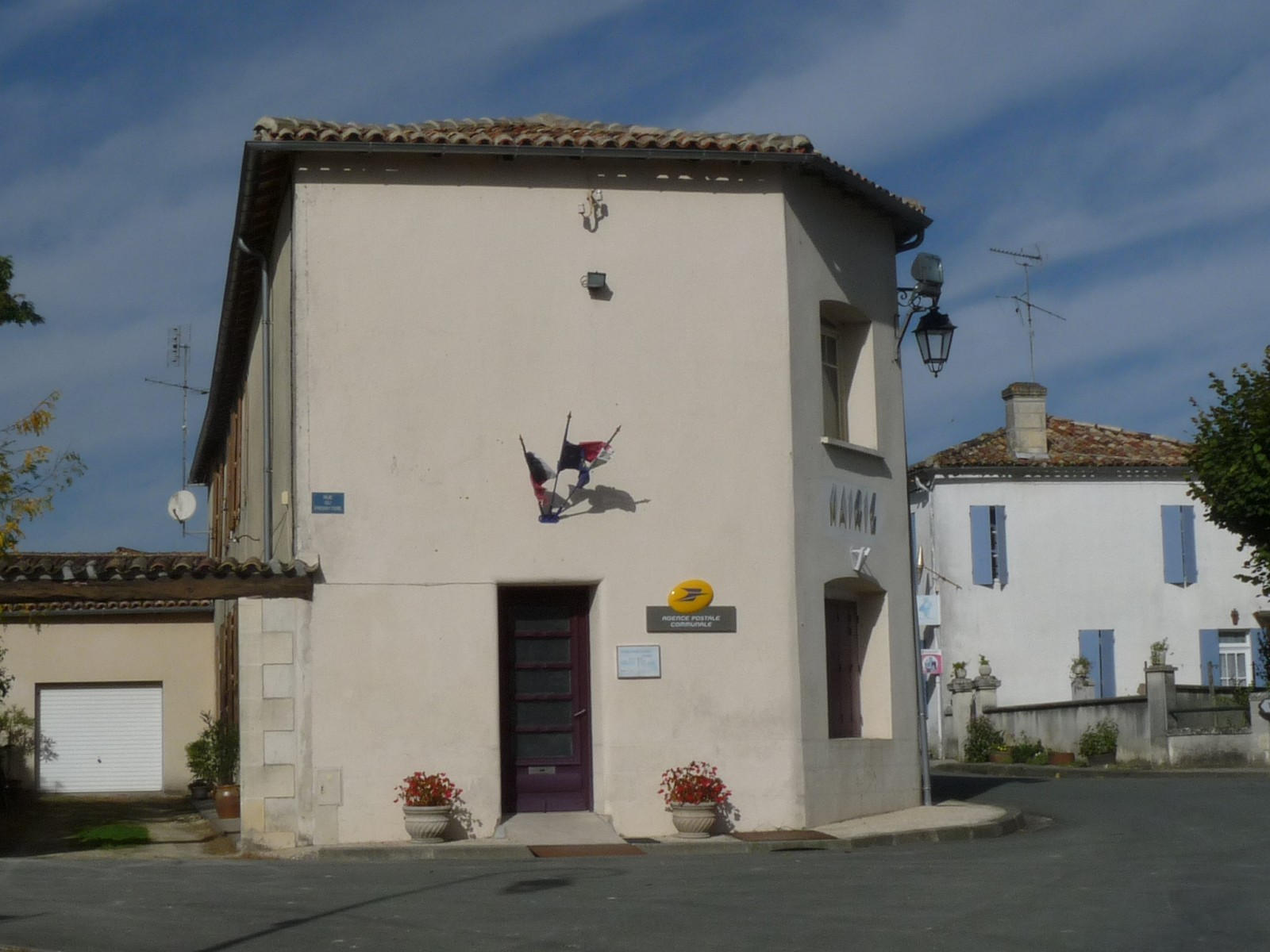
La mairie et poste.

| Période      | Période      | Identité           | Étiquette | Qualité  |
| ------------ | ------------ | ------------------ | --------- | -------- |
| avant 1988   | ?            | René Bédochaud     |           |          |
| 2001         | 4 avril 2014 | Max Bouyer         | DVG       | Retraité |
| 4 avril 2014 | 1 juin 2016  | Laurent Chasseloup | SE        | Employé  |
| août 2016    | 28 juin 2020 | Bernard Guignard   |           |          |
| 28 juin 2020 | En cours     | Pierre Amat        |           |          |

### Politique environnementale
Dans son palmarès 2024, le Conseil national de villes et villages fleuris de France a attribué une fleur à la commune.

## Démographie

### Évolution démographique
L'évolution du nombre d'habitants est connue à travers les recensements de la population effectués dans la commune depuis 1793. Pour les communes de moins de 10 000 habitants, une enquête de recensement portant sur toute la population est réalisée tous les cinq ans, les populations de référence des années intermédiaires étant quant à elles estimées par interpolation ou extrapolation. Pour la commune, le premier recensement exhaustif entrant dans le cadre du nouveau dispositif a été réalisé en 2006.

En 2022, la commune comptait 383 habitants, en évolution de +3,51 % par rapport à 2016 (Charente-Maritime : +4,04 %, France hors Mayotte : +2,11 %).
| 1793 | 1800 | 1806 | 1821 | 1831 | 1836 | 1841 | 1846 | 1851 |
| ---- | ---- | ---- | ---- | ---- | ---- | ---- | ---- | ---- |
| 480  | 481  | 510  | 455  | 563  | 554  | 558  | 570  | 541  |

| 1856 | 1861 | 1866 | 1872 | 1876 | 1881 | 1886 | 1891 | 1896 |
| ---- | ---- | ---- | ---- | ---- | ---- | ---- | ---- | ---- |
| 538  | 517  | 503  | 506  | 523  | 473  | 455  | 431  | 421  |

| 1901 | 1906 | 1911 | 1921 | 1926 | 1931 | 1936 | 1946 | 1954 |
| ---- | ---- | ---- | ---- | ---- | ---- | ---- | ---- | ---- |
| 436  | 419  | 406  | 375  | 345  | 350  | 343  | 318  | 343  |

| 1962 | 1968 | 1975 | 1982 | 1990 | 1999 | 2006 | 2011 | 2016 |
| ---- | ---- | ---- | ---- | ---- | ---- | ---- | ---- | ---- |
| 324  | 277  | 297  | 333  | 314  | 291  | 327  | 362  | 370  |

| 2021 | 2022 | - | - | - | - | - | - | - |
| ---- | ---- | - | - | - | - | - | - | - |
| 380  | 383  | - | - | - | - | - | - | - |

## Équipements, services et vie locale

### Agence postale

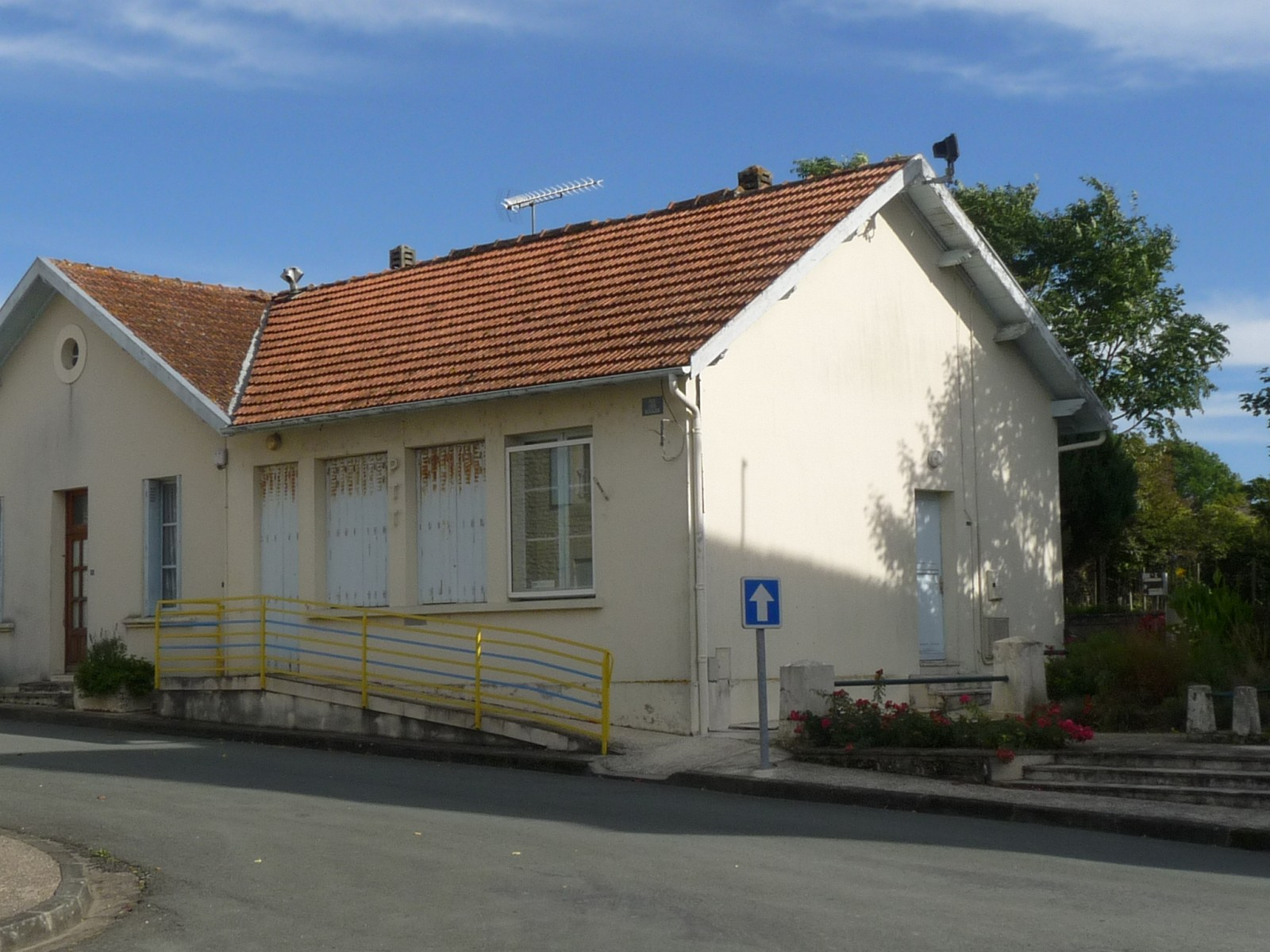
L'ancienne poste, à Tugéras

Une agence postale est tenue dans les locaux de la mairie.

## Lieux et monuments
L'église de l'Assomption, dans le bourg de Tugéras, date des XIIe et XVe siècles. Le portail orné date du XVIe siècle. Elle est inscrite monument historique depuis 1935, à l'exception du clocher dont la flèche date du XIXe siècle,.
Cette église renferme six chandeliers en cuivre argenté du premier quart du XIXe siècle. Ils sont inscrits aux monuments historiques au titre objet depuis le 10 novembre 1980.
Datant de la même époque et classés aussi depuis 1980, l'autel en bois peint et doré a été restauré par Jean-Louis Dufon en 2002 et 2003, notamment les éléments iconographiques (saint Pierre et saint Paul).

Église de l'Assomption
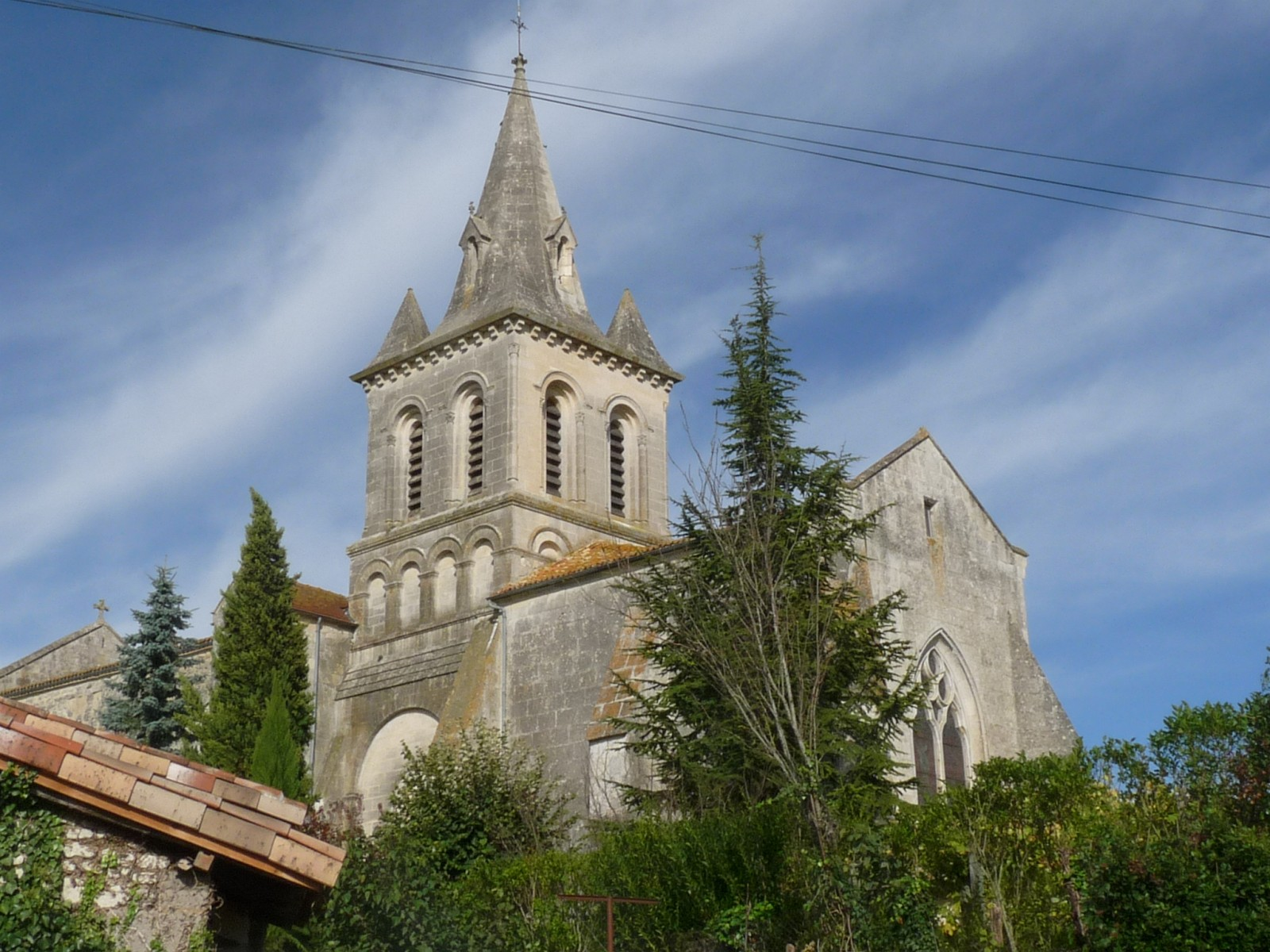
Vue du sud.
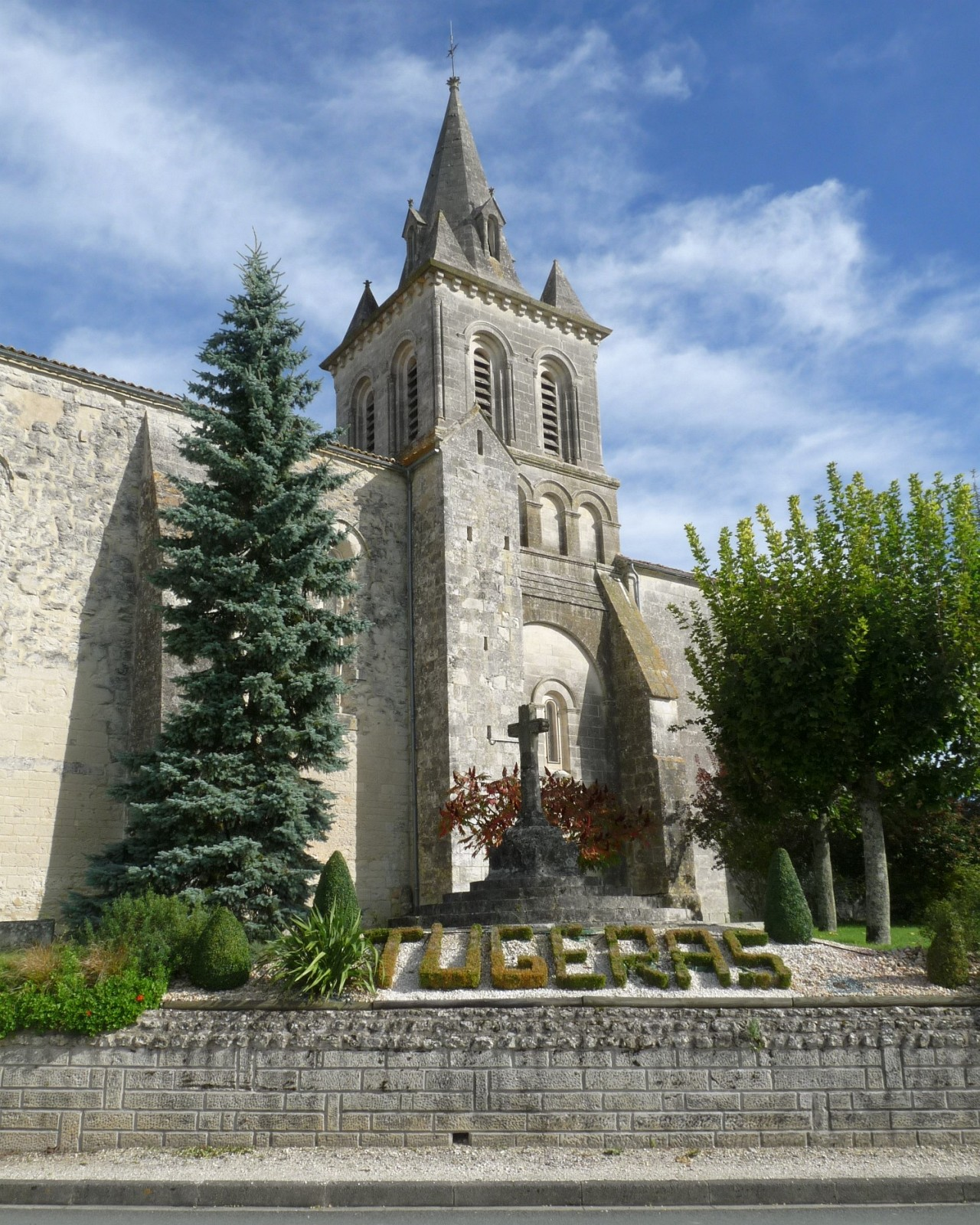
Le clocher et la croix.
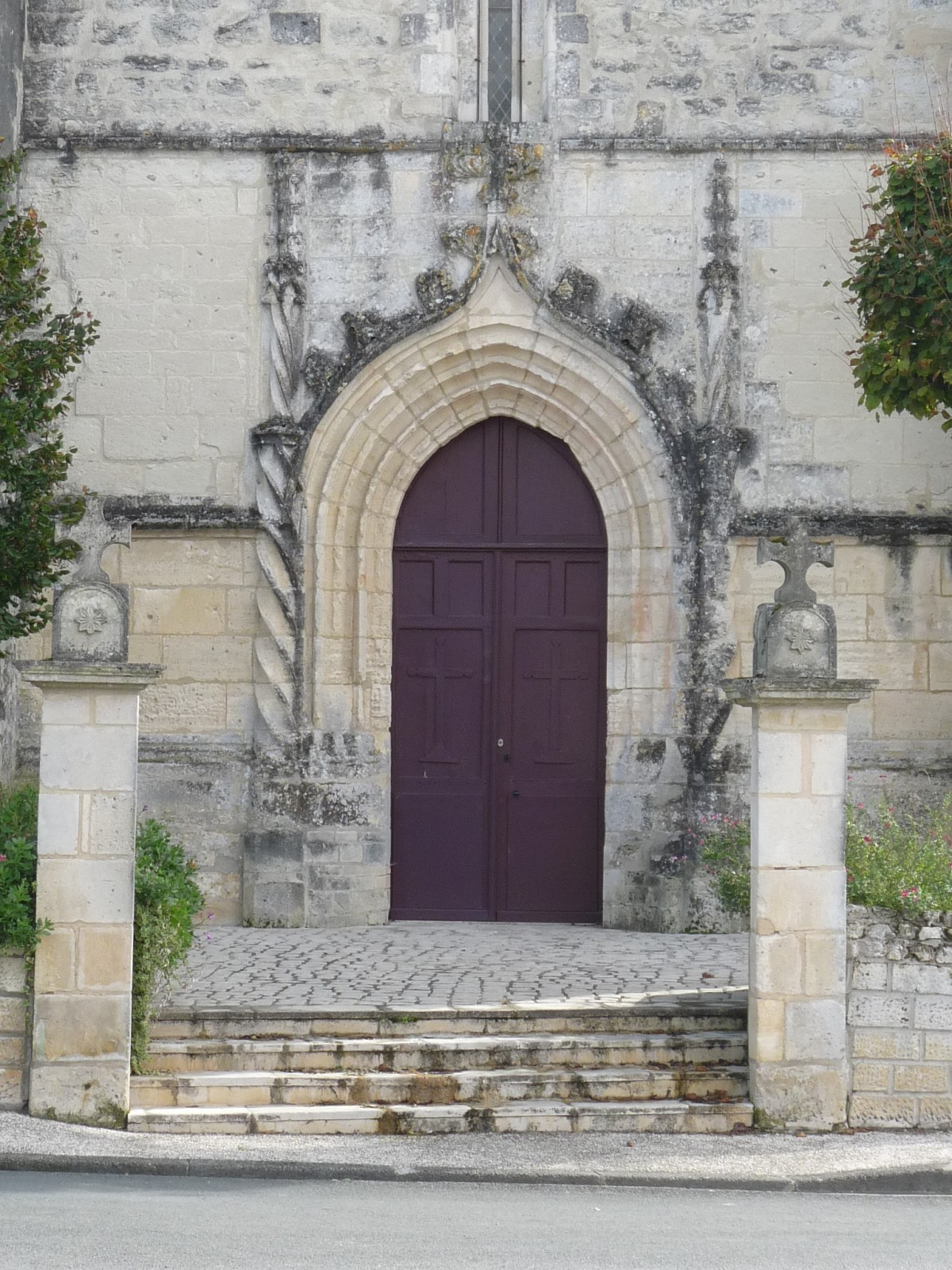
Le portail.

L'ancien prieuré de Saint-Maurice de Laurençanne abrite une cloche en bronze datant de 1629 et classée monument historique au titre objet depuis 1911.

Église Saint-Maurice
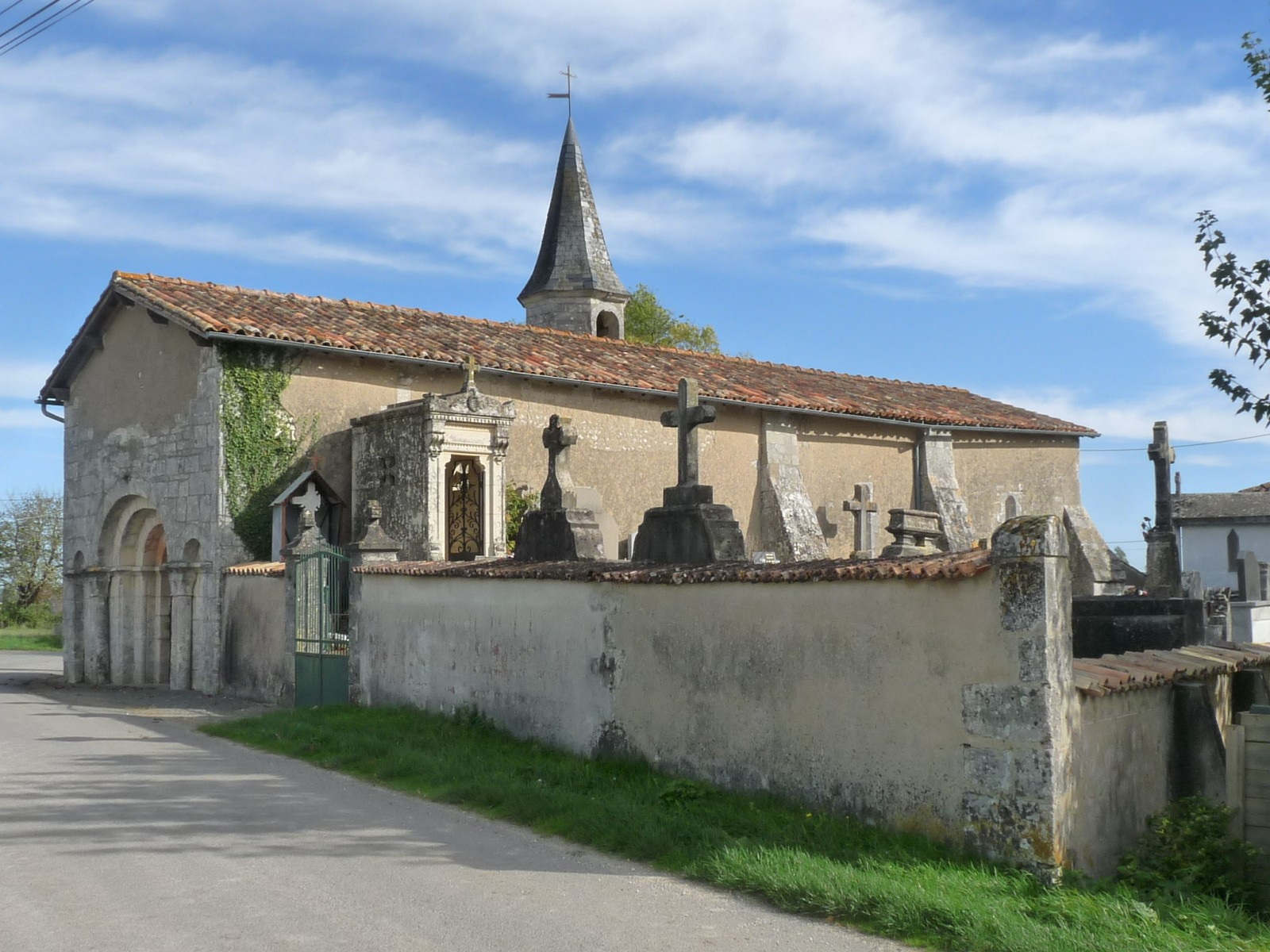
Vue du sud.
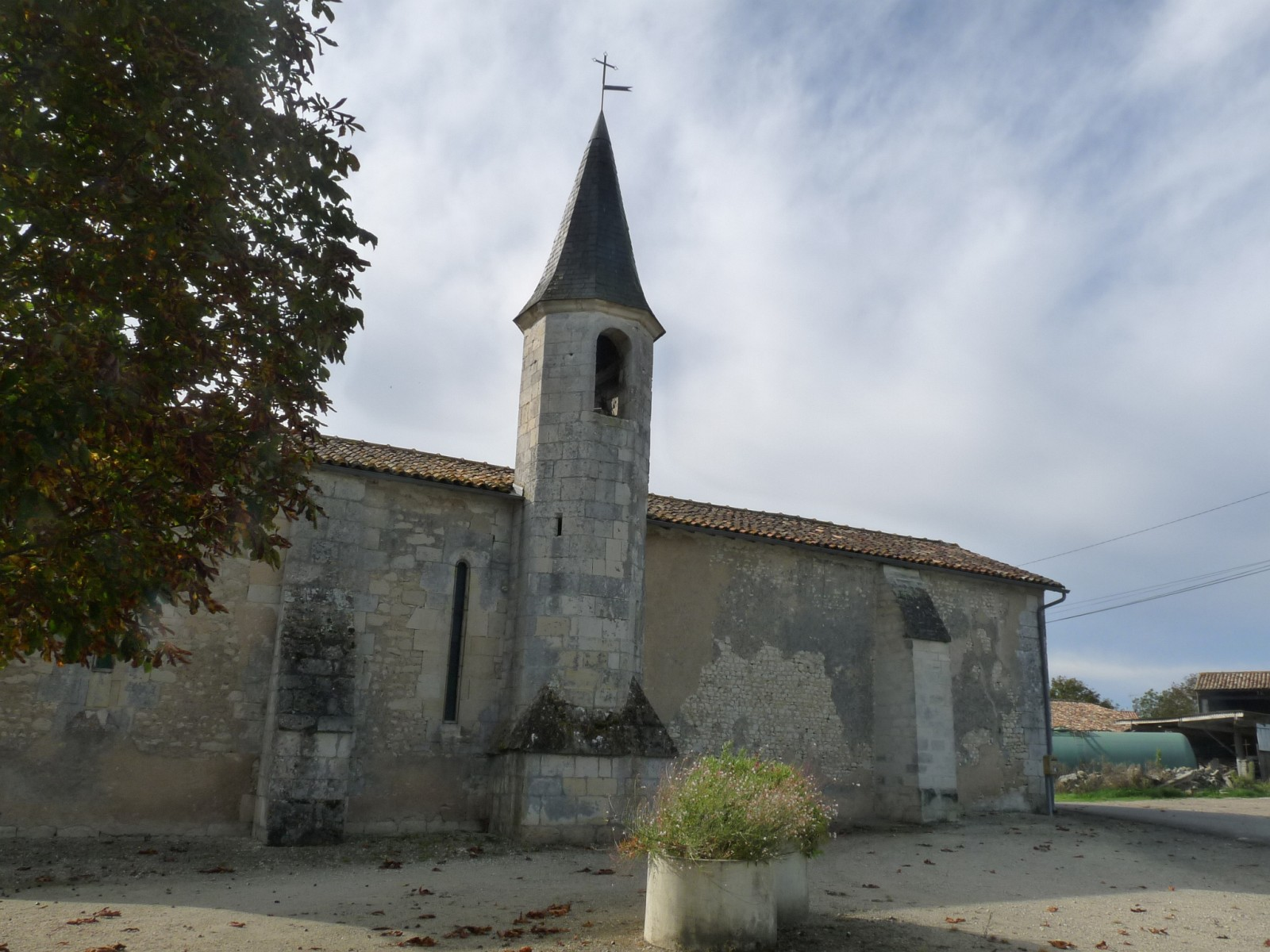
Vue du nord avec le clocher.
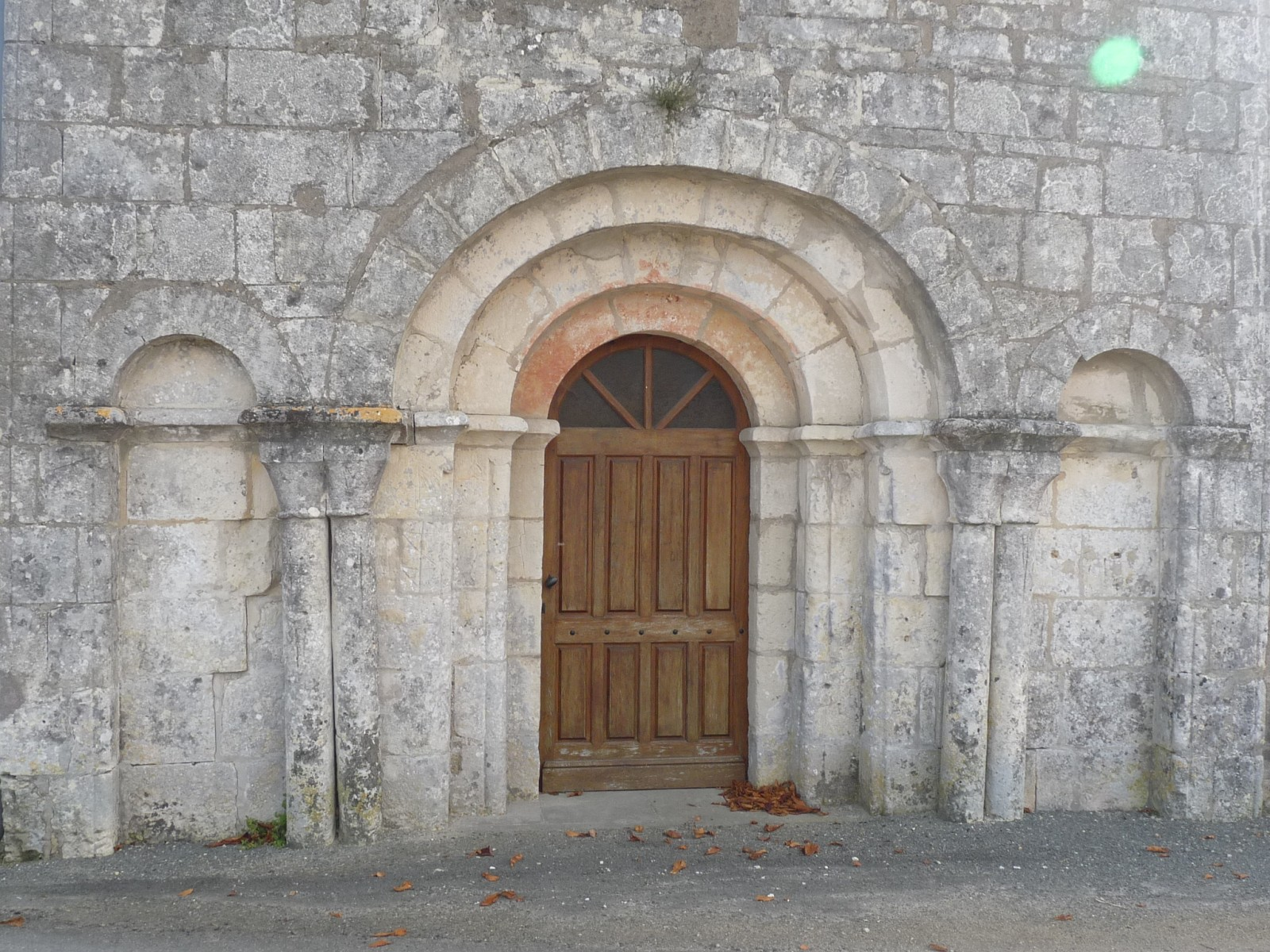
Le portail.

## Personnalités liées à la commune

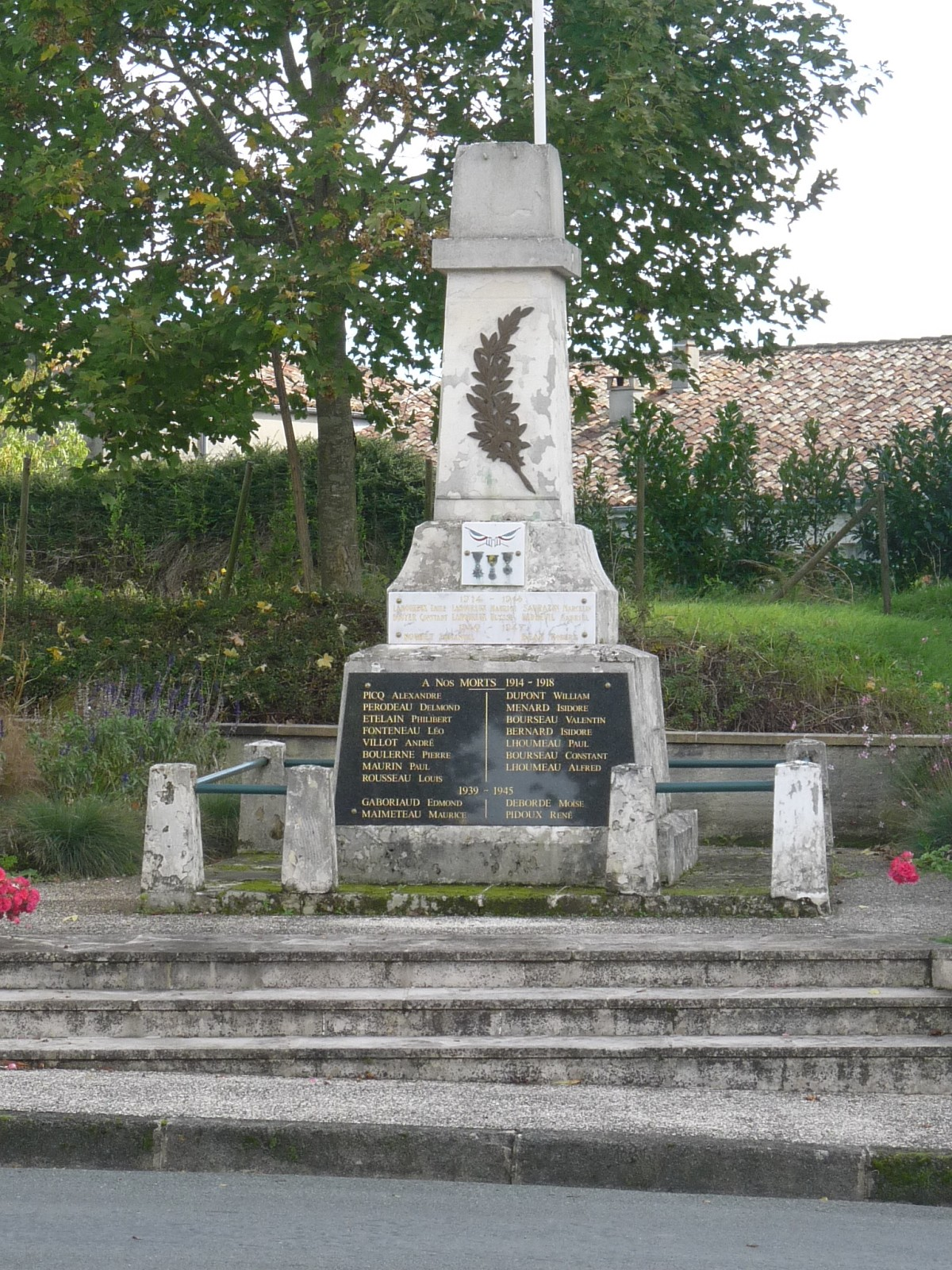
Le monument aux morts, à Tugéras.